# Brigitte Auber
 Brigitte Auber  (París, 27 d'abril de 1928) és una actriu francesa de cinema i televisió. Per bé que ha tingut papers en pel·lícules de Hollywood, la major part de la seva llarga carrera s'ha desenvolupat a Europa.
La seva carrera cinematogràfica va començar el 1946 amb Antoine i Antoinette de Jacques Becker. El seu paper més conegut és davant Cary Grant a To Catch a Thief d'Alfred Hitchcock, del 1955. Brigitte Auber va tenir el 1998 un petit paper en el remake L'home de la màscara de ferro (on feia de protagonista Leonardo DiCaprio).

## Teatre
- 1950: George et Margaret de Marc-Gilbert Sauvajon i Jean Wall, posada en escena Jean Wall, Théâtre Daunou
- 1951: Le Rayon des jouets de Jacques Deval, Théâtre de la Madeleine
- 1953: Il était une gare de Jacques Deval, posada en escena Jean Darcante, Théâtre de la Renaissance
- 1955: Zamore de Georges Neveux, posada en escena Henri Soubeyran, Théâtre Édouard VII
- 1955: Le Système deux de Georges Neveux, posada en escena René Clermont, Théâtre Édouard VII
- 1955: L'Amour fou ou la Première Surprise d'André Roussin, posada en escena de l'autor, Théâtre de la Madeleine
- 1957: Les Pigeons de Venise d'Albert Husson, posada en escena Louis Ducreux, Théâtre Michel
- 1958: La Paix du dimanche de John Osborne, posada en escena Raymond Gérôme, Théâtre des Mathurins
- 1959: Les Choutes de Pierre Barillet i Jean-Pierre Grédy, posada en escena Jean Wall, Théâtre des Nouveautés
- 1959: Une histoire de brigands de Jacques Deval, posada en escena de l'autor, Théâtre des Ambassadeurs
- 1961: Douce Anabelle d'Audrey Roos et William Roos, posada en escena François Maistre, Théâtre de l'Ambigu
- 1961: Voulez-vous jouer avec moâ ? de Marcel Achard, posada en escena Henri Soubeyran, Festival de Vaison-la-Romaine
- 1964: Ballade pour un futur de Felix Lutzkendorf, posada en escena Jean-Paul Cisife, Théâtre des Mathurins
- 1968: La Fiancée de l'Europe de Pierre Maudru, posada en escena Jean Darnel, Théâtre de la Nature Saint-Jean-de-Luz
- 1970: Ne réveillez pas Madame de Jean Anouilh, posada en escena de l'autor i Roland Piétri, Comédie des Champs-Élysées

## Filmografia

### Cinema
- 1946: Antoine et Antoinette de Jacques Becker: una convidada al casament
- 1946: Les portes de la nit (Les Portes de la nuit) de Marcel Carné
- 1946: Adieu chérie de Raymond Bernard
- 1947: L'Éventail d'Emil-Edwin Reinert
- 1948: Les amoureux sont seuls au monde d'Henri Decoin: Christine
- 1949: Rendez-vous de juillet de Jacques Becker: Thérèse
- 1950: Vendetta en Camargue de Jean Devaivre: Huguette
- 1951: Sous le ciel de Paris de Julien Duvivier: Denise Lambert
- 1951: Victor de Claude Heymann: Marianne
- 1952: L'Amour, toujours l'amour de Maurice de Canonge: Anita
- 1952: Femmes de Paris de Jean Boyer: Gisèle
- 1954: La Main au collet d'Alfred Hitchcock: Danielle Foussard
- 1955: Les Aristocrates de Denys de La Patellière: Daisy de Maubrun
- 1956: Ce soir les jupons volent de Dimitri Kirsanoff: Blanche
- 1956: Lorsque l'enfant paraît de Michel Boisrond: Annie Fouquet
- 1959: Mon pote le gitan de François Gir: Odette
- 1970: Le Cœur fou de Jean-Gabriel Albicocco: Cécile Menessier
- 1982: Mon curé chez les nudistes de Robert Thomas: Charlotte, la dona d'Antoine
- 1997: Le Déménagement d'Olivier Doran: Blanche i Rose Colomb
- 1998: L'home de la màscara de ferro (The Man in the Iron Mask) de Randall Wallace: la dama de companyia de la mare de la reina.

### Televisió
Telefilms
- 1964: L'Écornifleur: Blanche
- 1998: Meurtres sans risque: Àvia Gallais
- 1999: Le Secret de Saint-Junien: Hortense
- 2000: Oncle Paul: la mare de Mireille

Sèries de televisió
- 1958: Les Cinq Dernières Minutes, episodi «Tableau de Chasse» de Claude Loursais: Sylvie Mazères
- 1967: Au théâtre ce soir: Véronique
- 1970: Mauregard: Françoise aînée
- 1977: Ne le dites pas avec des roses: Srta. Lafoy
- 1991: Navarro: Justine Dalray
- 1991: Quiproquos!: Sra. Pasquet
- 1994: Rocca: Hélène Avranche
- 1996: Julie Lescaut: Sra. Soulier